# Arquímedes González
Arquímedes González (1972 - ), es un periodista,  cuentista y novelista nicaragüense.
Su obra es considerada el relevo de escritores como Sergio Ramírez Mercado y Lizandro Chávez Alfaro. Ha ganado el Premio Centroamericano de Novela Rogelio Sinán en Panamá y el Premio Centroamericano de Novela Corta en Honduras. Varios de sus relatos han sido finalistas de importantes premios y han sido escogidos para antologías publicadas en Alemania, Austria, Francia, España, México y Colombia.

## Biografía
Arquímedes González nació en Managua (Nicaragua) el 4 de marzo de 1972. Desde 2001 ha publicado 17 libros de cuentos y novelas. Fundó el primer medio de comunicación en línea en 1995 en Nicaragua, llamado Notifax. Fue el primer escritor nicaragüense en ganar en 2012, el Premio Centroamericano de Novela Rogelio Sinán.
Actualmente vive en el exilio debido a la persecución de la dictadura de su país por la publicación de sus novelas Como esperando abril en 2019 y Atardecer en Venecia en 2024 que, a través de la ficción, denuncian los crímenes de lesa humanidad cometidos a partir de 2018 en Nicaragua. En 2025 publicó el libro de relatos En abril yo seguía viva y otras historias verdaderas, sobre testimonios de víctimas de torturas en las cárceles de Nicaragua.

## Su obra
En 2025 publicó el libro de relatos En abril yo seguía viva y otras historias verdaderas, sobre testimonios de abusos en las cárceles de Nicaragua. La escritora Gioconda Belli comentó que es un libro “muy bien escrito, muy diferente, y realmente cargado de una simbología extraordinaria. Es un libro que vale la pena leerlo de principio a fin. Es muy emotivo. Tiene una estructura literaria muy interesante y se lee sin parar", recalcó.
En 2024 publicó su novela Atardecer en Venecia finalista en los Juegos Florales Hispanoamericanos de Quetzaltenango, segunda parte de una trilogía iniciada con la novela Como esperando abril, publicada en 2019 y que detalla la represión contra civiles por las protestas en Nicaragua de 2018 y 2019 y desnuda las atrocidades cometidas por grupos paraestatales y policías, relatando el ataque por 15 horas a la Parroquia Jesús de la Divina Misericordia, el asesinato de una familia del barrio Carlos Marx y la muerte del estudiante Álvaro Conrado en Managua.
En el año 2015 fue finalista del Concurso de Novela de Crímenes Medellín Negro. En 2014 fue escogido por Centroamérica Cuenta y el Instituto Goethe de Alemania como uno de los "autores emergentes" de la región. En 2013 fue finalista del Premio de Novela Ciudad Galdós de España. En abril del 2012 ganó el Premio Centroamericano de Novela Rogelio Sinán con su obra Dos hombres y una pierna.
En 2010, obtuvo el II Premio Centroamericano en Novela Corta de Honduras con la obra El Fabuloso Blackwell. Su libro de relatos Tengo un mal presentimiento ganó en 2009, el Certamen para Publicación de Obras Literarias del Centro Nicaragüense de Escritores (CNE). En el 2007 se publicó su segunda novela, Qué sola estás, Maité basada en el viaje de una nicaragüense a Costa Rica tras la catástrofe del huracán Mitch.
En 2002 sacó a la luz su primera obra, La muerte de Acuario, que trata sobre la llegada de Jack El Destripador a Nicaragua en 1889 y del famoso investigador británico Sherlock Holmes acompañado de su compañero John Watson, quienes le siguen la pista desde Londres y Nueva York. La novela fue presentada en enero del 2009 en Madrid (España). Sobre este libro el escritor Sergio Ramírez afirmó que “quien entre en las páginas de La muerte de Acuario se encontrará con un libro lleno de sorpresas. No me cabe duda de que todos quienes emprendan la aventura de leer este libro, llegarán cumplidamente, y con avidez, hasta la última página”. 
Sus primeras publicaciones aparecieron en 1995 y eran cuentos en revistas. González ha sido editor de varios periódicos y de la revista literaria El Hilo Azul. Por varios años fue director y docente del Departamento de Ciencias de la Comunicación de la Universidad Centroamericana hasta que esta fue confiscada en 2023. Ha publicado reportajes, crónicas, artículos de opinión, además de cuentos, novelas y análisis literarios en Letralia, La Balacera; Carátula; Eñe de España; Piedepágina y Maga. Su narrativa se enmarca en el imaginario latinoamericano: hay ironía, crítica y en sus escritos se evidencia una preocupación por los problemas de corrupción en su país y cómo afectan a sus habitantes.

## Novelas y libros de cuentos
- 2025 En abril yo seguía vida y otras historias verdaderas, libro de cuentos sobre testimonios de las torturas en las cárceles de Nicaragua.[6]
- 2025 Tengo una hija zombi, novela corta de ciencia ficción sobre un mundo amenazado por un mortal virus.
- 2024 Atardecer en Venecia, segunda parte de la novela Como esperando abril.
- 2022 Higher Education, State Repression, and Neoliberal Reform in Nicaragua, Reflections from a University under Fire. (ISBN 9781032057330)
- 2021 Tribunal de Conciencia. La Violencia Sexual como crimen de lesa humanidad bajo el régimen Ortega-Murillo, Nicaragua 2018.
- 2019 Como esperando abril, (Historia de la masacre de 2018 en Nicaragua).
- 2018 Autor y editor del libro Nicaragua Cuenta, antología del cuento nicaragüense publicado en España por la editorial Prensas Universitarias, de la Universidad de Zaragoza.
- 2015 Clases de natación. Libro de cuentos. Ediciones Irreverentes, España (ISBN: 978-84-15353-86-7).
- 2014 Dos hombres y una pierna. Premio Centroamericano de Novela Rogelio Sinán 2012.
- 2013 Sueño con dragones y El Juicio Final (novela, trilogía policial)
- 2012 Abril hace lo que quiere (novela, trilogía policial)
- 2011 Las pequeñas aventuras de Jan El Grande (Novela)
- 2010 El Fabuloso Blackwell, novela Premio Centroamericano de Novela Corta.
- 2009 Tengo un mal presentimiento. Libro de relatos ganador en 2009 del Concurso de Publicación de Obras Literarias del Centro Nicaragüense de Escritores.
- 2007 Qué sola estás Maité. Novela.
- 2005 Conduciendo a la salvaje Mercedes. Novela.
- 2002 La muerte de Acuario. Novela.

## Antologías
- 2020 Pero mis brazos insisten en abrazar al mundo, editorial Tata Danzanti, Bolivia.
- 2018 Nicaragua Cuenta, Prensas Universitarias de Zaragoza, España.
- 2017 L'Amérique Centrale Raconte, Anthologie bilingüe, Centroamérica Cuenta, Antología bilingüe.
- 2016 Antología Kafka,
- 2015 Antología austríaca Pódium, relatos de escritores latinoamericanos traducidos al alemán.
- 2014  Centroamérica Cuenta, Antología en español y alemán de escritores emergentes de Centroamérica.
- 2013 Lecturas de otros lados, antología en francés de escritores hispanoamericanos.
- 2012 Voces con vida (Segunda edición), antología del cuento latinoamericano. Grupo Editorial Benma, de México.
- 2011 Puertos abiertos, antología del cuento centroamericano. Editorial Fondo de Cultura Económica de México.
- 2010 Microantología del Microrrelato III, El hombre que se ríe de todo y Antología del Relato Negro III, Ediciones Irreverentes de España.
- 2010 El océano en un pez, Editorial Arte y Literatura de Cuba.
- 2009 Voces con vida, Palabras y Plumas Editores, S. A de México.
- 2008 El futuro no es nuestro Revista Piedepágina de Colombia.